# ستيوارت فاركوهار
ستيوارت فاركوهار (بالإنجليزية: Stuart Farquhar) هو رامي الرمح ‏ نيوزيلندي، ولد في 15 مارس 1982 في Te Aroha ‏ في نيوزيلندا.

## وصلات خارجية
- ستيوارت فاركوهار على موقع الاتحاد الدولي لألعاب القوى (الإنجليزية)
- ستيوارت فاركوهار على موقع الدوري الماسي (الإنجليزية)
- ستيوارت فاركوهار على موقع أوليمبيديا (الإنجليزية)
- ستيوارت فاركوهار على موقع اللجنة الأولمبية النيوزيلندية (الإنجليزية)
- ستيوارت فاركوهار على موقع اتحاد ألعاب الكومنولث (مؤرشف) (الإنجليزية)